# 帕尔蒂多德拉谢赖恩托瓦利纳
帕尔蒂多德拉谢赖恩托瓦利纳，是西班牙卡斯蒂利亚-莱昂布尔戈斯省的一个市镇。总面积44平方公里，总人口76人（2001年），人口密度2人/平方公里。